# 2000년 하계 올림픽 유도
2000년 하계 올림픽의 유도는 2000년 9월 16일부터 9월 22일까지 호주 시드니 달링 하버 경기장에서 진행되었다.

## 경기장
시드니에 있는 달링 하버에서 경기가 열렸다.
| 도시            | 경기장                    | 비고    |
| --------------- | ------------------------- | ------- |
| 시드니 (Sydney) | 달링 하버 (dalling habeo) | 전 경기 |

## 세부 종목
남녀 각 7종목씩 총 14종목이 진행되었으며, 세부 종목은 아래와 같다.
| - 남자 종목 - 60kg급 - 66kg급 - 73kg급 - 81kg급 - 90kg급 - 100kg급 - 100kg 이상급 | - 여자 종목 - 48kg급 - 52kg급 - 57kg급 - 63kg급 - 70kg급 - 78kg급 - 78kg 이상급 |

## 메달리스트

### 남자
| 종목                    | 금                         | 은                         | 동                               |
| ----------------------- | -------------------------- | -------------------------- | -------------------------------- |
| 남자 60kg급 자세히      | 노무라 다다히로 · 일본     | 정부경 · 대한민국          | 아이딘 스마굴로프 · 키르기스스탄 |
| 남자 60kg급 자세히      | 노무라 다다히로 · 일본     | 정부경 · 대한민국          | 마놀로 풀로 · 쿠바               |
| 남자 66kg급 자세히      | 휘세인 외즈칸 · 튀르키예   | 라르비 벤부다우드 · 프랑스 | 지롤라모 조비나초 · 이탈리아     |
| 남자 66kg급 자세히      | 휘세인 외즈칸 · 튀르키예   | 라르비 벤부다우드 · 프랑스 | 기오르기 바자가슈빌리 · 조지아   |
| 남자 73kg급 자세히      | 주세페 마달로니 · 이탈리아 | 치아구 카밀루 · 브라질     | 아나톨리 라류코프 · 벨라루스     |
| 남자 73kg급 자세히      | 주세페 마달로니 · 이탈리아 | 치아구 카밀루 · 브라질     | 브세볼로스 젤로니스 · 라트비아   |
| 남자 81kg급 자세히      | 타키모토 마코토 · 일본     | 조인철 · 대한민국          | 누누 델가두 · 포르투갈           |
| 남자 81kg급 자세히      | 타키모토 마코토 · 일본     | 조인철 · 대한민국          | 알렉세이 부덜린 · 에스토니아     |
| 남자 90kg급 자세히      | 마르크 하위징아 · 네덜란드 | 카를루스 오노라투 · 브라질 | 프레데리크 드몽포콩 · 프랑스     |
| 남자 90kg급 자세히      | 마르크 하위징아 · 네덜란드 | 카를루스 오노라투 · 브라질 | 루슬란 마슈렌코 · 우크라이나     |
| 남자 100kg급 자세히     | 이노우에 고세이 · 일본     | 니컬러스 길 · 캐나다       | 유리 스툡킨 · 러시아             |
| 남자 100kg급 자세히     | 이노우에 고세이 · 일본     | 니컬러스 길 · 캐나다       | 스테판 트레노 · 프랑스           |
| 남자 100kg이상급 자세히 | 다비드 두이예 · 프랑스     | 시노하라 신이치 · 일본     | 인드레크 페르텔손 · 에스토니아   |
| 남자 100kg이상급 자세히 | 다비드 두이예 · 프랑스     | 시노하라 신이치 · 일본     | 타메를란 트메노프 · 러시아       |

### 여자
| 종목                   | 금                         | 은                         | 동                               |
| ---------------------- | -------------------------- | -------------------------- | -------------------------------- |
| 여자 48kg급 자세히     | 다무라 료코 · 일본         | 류보비 브룰레토바 · 러시아 | 안 시몬스 · 벨기에               |
| 여자 48kg급 자세히     | 다무라 료코 · 일본         | 류보비 브룰레토바 · 러시아 | 아나마리아 그라단테 · 독일       |
| 여자 52kg급 자세히     | 레그나 베르데시아 · 쿠바   | 나라자키 노리코 · 일본     | 계순희 · 조선민주주의인민공화국  |
| 여자 52kg급 자세히     | 레그나 베르데시아 · 쿠바   | 나라자키 노리코 · 일본     | 류위샹 · 중화인민공화국          |
| 여자 57kg급 자세히     | 이사벨 페르난데스 · 스페인 | 드리울리스 곤살레스 · 쿠바 | 구사카베 기에 · 일본             |
| 여자 57kg급 자세히     | 이사벨 페르난데스 · 스페인 | 드리울리스 곤살레스 · 쿠바 | 마리아 페클리 · 오스트레일리아   |
| 여자 63kg급 자세히     | 세브린 반덴앵드 · 프랑스   | 리수팡 · 중화인민공화국    | 정성숙 · 대한민국                |
| 여자 63kg급 자세히     | 세브린 반덴앵드 · 프랑스   | 리수팡 · 중화인민공화국    | 헬라 판데카베이어 · 벨기에       |
| 여자 70kg급 자세히     | 시벨리스 베라네스 · 쿠바   | 케이트 하우이 · 영국       | 조민선 · 대한민국                |
| 여자 70kg급 자세히     | 시벨리스 베라네스 · 쿠바   | 케이트 하우이 · 영국       | 일레니아 스카핀 · 이탈리아       |
| 여자 78kg급 자세히     | 탕린 · 중화인민공화국      | 셀린 르브룅 · 프랑스       | 시모나 릭테르 · 루마니아         |
| 여자 78kg급 자세히     | 탕린 · 중화인민공화국      | 셀린 르브룅 · 프랑스       | 에마누엘라 피에란토치 · 이탈리아 |
| 여자 78kg이상급 자세히 | 위안화 · 중화인민공화국    | 다이마 벨트란 · 쿠바       | 김선영 · 대한민국                |
| 여자 78kg이상급 자세히 | 위안화 · 중화인민공화국    | 다이마 벨트란 · 쿠바       | 야마시타 마유미 · 일본           |

## 메달 집계

### 최종 순위
| 순위 | 국가                         | 금메달 | 은메달 | 동메달 | 합계 |
| ---- | ---------------------------- | ------ | ------ | ------ | ---- |
| 1    | 일본 (JPN)                   | 4      | 2      | 2      | 8    |
| 2    | 프랑스 (FRA)                 | 2      | 2      | 2      | 6    |
| 3    | 쿠바 (CUB)                   | 2      | 2      | 1      | 5    |
| 4    | 중화인민공화국 (CHN)         | 2      | 1      | 1      | 4    |
| 5    | 이탈리아 (ITA)               | 1      | 0      | 3      | 4    |
| 6    | 스페인 (ESP)                 | 1      | 0      | 0      | 1    |
| 6    | 네덜란드 (NED)               | 1      | 0      | 0      | 1    |
| 6    | 튀르키예 (TUR)               | 1      | 0      | 0      | 1    |
| 7    | 대한민국 (KOR)               | 0      | 2      | 3      | 5    |
| 8    | 브라질 (BRA)                 | 0      | 2      | 0      | 2    |
| 9    | 러시아 (RUS)                 | 0      | 1      | 2      | 3    |
| 10   | 캐나다 (CAN)                 | 0      | 1      | 0      | 1    |
| 10   | 영국 (GBR)                   | 0      | 1      | 0      | 1    |
| 11   | 벨기에 (BEL)                 | 0      | 0      | 2      | 0    |
| 11   | 에스토니아 (EST)             | 0      | 0      | 2      | 2    |
| 12   | 오스트레일리아 (AUS)         | 0      | 0      | 1      | 1    |
| 12   | 독일 (GER)                   | 0      | 0      | 1      | 1    |
| 12   | 조지아 (GEO)                 | 0      | 0      | 1      | 1    |
| 12   | 키르기스스탄 (KGZ)           | 0      | 0      | 1      | 1    |
| 12   | 라트비아 (LAT)               | 0      | 0      | 1      | 1    |
| 12   | 조선민주주의인민공화국 (PRK) | 0      | 0      | 1      | 1    |
| 12   | 포르투갈 (POR)               | 0      | 0      | 1      | 1    |
| 12   | 루마니아 (ROU)               | 0      | 0      | 1      | 1    |
| 12   | 우크라이나 (UKR)             | 0      | 0      | 1      | 1    |
| 12   | 벨라루스 (BLR)               | 0      | 0      | 1      | 1    |
| 합계 | 합계                         | 14     | 14     | 14     | 42   |